# Język kalumpang
Język kalumpang (a. galumpang), także ma’ki (a. maki, makki, mangki, mangkir) – język austronezyjski używany na wyspie Celebes (Sulawesi) w Indonezji. Według danych z 2012 roku posługuje się nim 20 tys. osób.
Dzieli się na dwa główne dialekty: karataun (e’da, makki), bone hau (ta’da). Jest dość rozdrobniony wewnętrznie, w 1987 r. wyróżniono osiem słabo przebadanych odmian. Według doniesień z 2012 r. pozostaje w powszechnym użyciu na poziomie lokalnym, obok języka indonezyjskiego.
Nazwą „kalumpang” posługują się sami użytkownicy. Określenie „ma’ki” (w różnych formach) jest używane przez użytkowników języka toraja-sa’dan; zostało też odnotowane jako nazwa jednego z dialektów.
Jest zapisywany alfabetem łacińskim.